# Sternenrotz

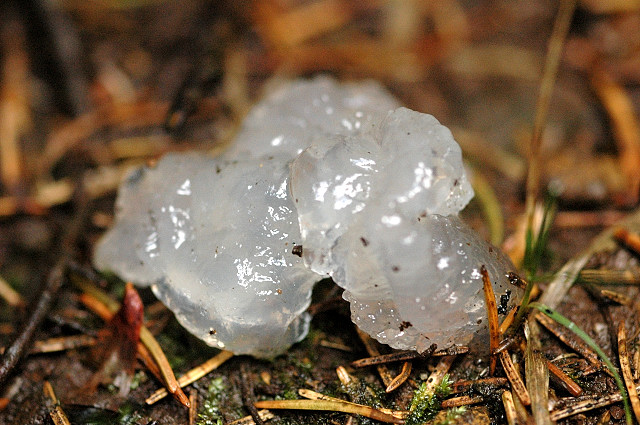
„Sternenrotz“

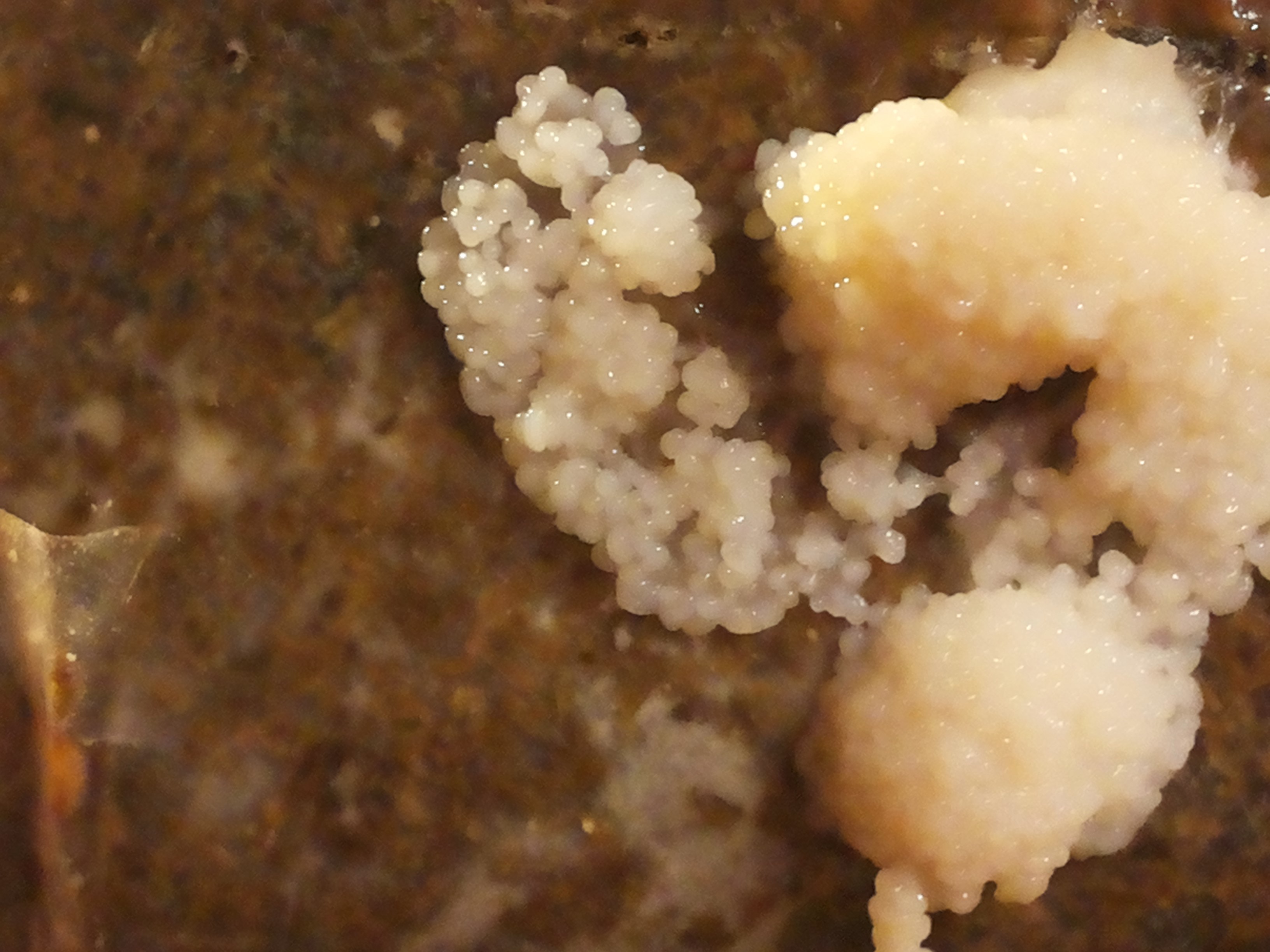
Schleimpilz

Als Sternenrotz oder Sternrotz wird umgangssprachlich eine gel- oder gelatine-ähnliche Substanz unsicherer Herkunft bezeichnet, die klumpenweise scheinbar vom Himmel gefallen ist und meist in offenem Gelände, seltener an Bäumen gefunden wird. Im englischen Sprachraum ist das Phänomen unter anderem als Star jelly und Astral jelly bekannt.

## Beschreibung
Wie bereits eingangs erwähnt, erinnert die Gestalt von „Sternenrotz“ an Gelatine- oder Gallertklumpen. Die Farbe reicht dabei von farblos über weißlich, gelblich bis (seltener) ockerfarben. Auch die Menge, die vorgefunden wird, variiert von Vorfall zu Vorfall: mal sind es nur winzige Mengen, manchmal sehr große Klumpen. Am häufigsten wird „Sternenrotz“ während oder umgehend nach Regenschauern gefunden, meist im zeitigen Frühjahr. Fundberichten zufolge löst sich die Substanz innerhalb kurzer Zeit auf, nachdem sie zu Boden gefallen ist. In Wasser hingegen bleibt sie beständig. Wissenschaftliche Laboruntersuchungen haben bislang keinerlei DNA-Spuren nachweisen können.

## Erforschung
Das Phänomen des „Sternenrotz“ ist erstaunlich lange bekannt. Bereits im 15. Jahrhundert sahen einige Forscher darin die „sterblichen Überreste“ von Sternschnuppen. Sie bezeichneten die Substanz als Uligo (lat. für „Schleim“ oder „Brühe“) und Sterre slime (altengl. für „Sternenschleim“). Andere Forscher sahen darin die Exkremente von Sternen. Skeptischere Wissenschaftler vermuteten schon früh, dass „Sternenrotz“ eher irdischer Herkunft und möglicherweise ausgewürgte Nahrungsreste von Vögeln seien.

## Mögliche Herkunft
In vielen Fällen handelt es sich bei „Sternenrotz“ um ausgewürgten Froschlaich, den Raubvögel und Reiher nur sehr schwer verdauen können. Während der Verdauung werden die eigentlichen Eier der Frösche zerstört und nur der Laich bleibt zurück. In anderen Fällen stellt sich der Fund als das Produkt von Nostoc-Bakterien heraus. Diese Bakterien bilden von Natur aus filzige Teppiche, die bei Kontakt mit Regen zu Gallertklumpen aufquellen (ähnlich wie Hydrogel). Eine dritte Herkunftsmöglichkeit sind sogenannte Schleimpilze, deren Plasmodien oder unreifen Fruchtkörper aus schleimigem Protoplasma bestehen. Eine Ausnahme bildet die Gattung Ceratiomyxa, bei welcher auch die reifen Fruchtkörper auf einer schleimigen Matrix (bestehend aus dem Zellinhalt) stehen. Da viele Schleimpilze auf feuchter Rinde gedeihen, erklärt dies Funde von „Sternenrotz“ an Bäumen.
Gemäß der Folklore handelt es sich um gefrorene Schleimmeteoriten, die aus dem Weltall stammen sollen. Dem steht allerdings entgegen, dass jegliche Form von Flüssigkeit beim Eintritt in die Erdatmosphäre umgehend verdampft. Abweichende Interpretationen schreiben „Sternenrotz“ eine paranormale Herkunft zu (vergl. → Ektoplasma).